# 하워드 킬
하워드 킬(Howard Keel, 1919년 4월 13일 ~ 2004년 11월 7일)은 미국의 배우이다.

## 출연 작품
- 마이 파더스 하우스 (2002)
- 엔터테인먼트 3 (1994)
- 달라스 (1978)
- 사랑의 유람선 (1977)
- 엔터테인먼트 (1974)
- 워 웨곤 (1967)
- 트리피드의 날 (1962)
- 키스밋(영어판) (1955)
- 주피터의 애인 (1955)
- 딥 인 마이 하트 (1954)
- 7인의 신부 (1954)
- 로즈 마리 (1954)
- 키스 미 케이트 (1953)
- 캘러미티 제인 (1953)
- 러브리 투 룩 앳 (1952)
- 텍사스 카니발 (1951)
- 쇼 보트 (1951)
- 페이건 러브 송 (1950)
- 애니여 총을 잡아라 (1950)